# 2000年夏季残疾人奥林匹克运动会巴拿马代表团
2000年夏季残疾人奥林匹克运动会巴拿马代表团是巴拿马派出的2000年夏季残疾人奥林匹克运动会代表团。获得1枚银牌和1枚铜牌。